# Stray Blues: A Collection of B-Sides
Stray Blues: A Collection of B-Sides —en español: Blues callejero: Una colección de B-Sides— es un álbum recopilatorio de B-sides del músico estadounidense Beck, lanzado el 1 de junio de 2000.

## Grabación y lanzamiento
El álbum fue publicado a través del sello discográfico Geffen Records y sólo fue lanzado en Japón. Incluye "Burro", una versión en español de "Jack-Ass" y el cover "Halo of Gold" de Skip Spence. "Totally Confused" había sido publicada en el EP A Western Harvest Field by Moonlight de 1994, "Clock" era una pista oculta del álbum Odelay de 1996, mientras que "Brother", "Lemonade", "Electric Music and the Summer People" y "Feather in Your Cap" son lados B de los sencillos "The New Pollution" y "Sissyneck". El álbum fue limitado a 70.000 copias. Este álbum contó con la producción de Beck Hansen, Nigel Godrich, Tom Grimley, Tom Rothrock, Rob Schnapf, John King, Mike Simpson y Brian Paulson.

## Lista de canciones
Todas las canciones escritas y compuestas por Beck, excepto donde se indique. 
| N.º   | Título                                         | Duración |  |
| 1.    | «Totally Confused»                             | 3:30     |  |
| 2.    | «Halo of Gold» (Alexander Lee Spence)          | 4:29     |  |
| 3.    | «Burro»                                        | 3:13     |  |
| 4.    | «Brother»                                      | 4:48     |  |
| 5.    | «Lemonade»                                     | 2:24     |  |
| 6.    | «Electric Music and the Summer People»         | 3:35     |  |
| 7.    | «Clock» (Beck Hansen, Mike Simpson, John King) | 3:19     |  |
| 8.    | «Feather in Your Cap»                          | 3:45     |  |
| 29:02 |                                                |          |  |